# 마르코 우레냐
마르코 다닐로 우레냐 포라스(스페인어: Marco Danilo Ureña Porras, 1990년 3월 5일, 코스타리카 산호세 ~ )는 마르코 우레냐로 알려진 코스타리카의 축구 선수이다. 포지션은 스트라이커이다. 현재 코스타리카 프리메라 디비시온의 CS 카르타히네스 소속이다.

## 클럽 경력
2008년 코스타리카 프리메라 디비시온의 LD 알라후엘렌세에서 커리어를 시작했다.
2011년 3월, 러시아 프리미어리그의 FC 쿠반 크라스노다르로 이적하면서 유럽 무대를 노크했다.
2016-17시즌을 앞두고 덴마크 수페르리가의 브뢴비 IF로 이적했다.
2017년 1월, 메이저 리그 사커의 새너제이 어스퀘이크스로 이적하면서 미국 무대로 자리를 옮겼다. 2017년 4월 1일에 열린 뉴욕 시티 FC와의 경기에서 MLS 첫 골을 넣었다.
2017년 12월 MLS 확장드래프트의 결과로 신생팀인 로스앤젤레스 FC에 지명되며 팀을 옮겼다.
2019시즌을 앞두고 친정팀인 LD 알라후엘렌세로 복귀했다.
2020시즌을 앞두고 K리그1의 광주 FC로 이적했다. 하지만 광주에서 많은 출전을 기록하지 못했으며 2020시즌 리그 8경기 출전에 그쳤다.
2020-21시즌 겨울 이적시장을 통해 A리그의 센트럴코스트 매리너스로 이적했다.

## 국가대표팀 경력
그는 코스타리카 U-20 대표팀으로 2009년 FIFA U-20 월드컵에 참가하였다. 2009년에 마르코 우레냐는 베네수엘라를 상대로 코스타리카 축구 국가대표팀 데뷔를 하였다.
2014년 6월에 우레냐는 코스타리카의 2014년 FIFA 월드컵 최종명단에 포함되었다. 개막전에서, 그는 우루과이 축구 국가대표팀을 상대로 쐐기골을 팀의 세 번째 득점을 성공시켜 3-1 승리를 거두는데 일조를 하였다.
2017년 골드컵에 참여했으며 조별리그 1차전 온두라스와의 경기에서 결승골을 넣으며 팀의 1-0 승리를 이끌었다.
2017년 9월 1알 열린 미국과의 2018년 FIFA 월드컵 예선 경기에서 멀티골을 넣으며 팀의 2-0 승리를 이끌었다. 4일 후 열린 멕시코와의 예선 경기에서도 동점골을 기록하며 팀의 1-1 무승부에 공헌했다.
2018년 FIFA 월드컵에 참여하는 코스타리카 축구 대표팀에 차출되었다.

## 국가대표팀 득점

### 청소년 대표팀
| # | 날짜            | 경기장   | 상대팀       | 득점 | 경기 결과 | 경기 유형               |
| - | --------------- | -------- | ------------ | ---- | --------- | ----------------------- |
| 1 | 2007년 1월 16일 | 수원     | 대한민국     | 2-0  | 승        | 2007년 FIFA U-17 월드컵 |
| 2 | 2009년 1월 16일 | 엘카이로 | 이집트       | 2-0  | 승        | 2009년 FIFA U-20 월드컵 |
| 3 | 2009년 1월 23일 | 엘카이로 | 아랍에미리트 | 2-1  | 승        | 2009년 FIFA U-20 월드컵 |
| 4 | 2009년 2월 9일  | 엘카이로 | 헝가리       | 1-1  | 무        | 2009년 FIFA U-20 월드컵 |

### 성인 대표팀
| # | 날짜            | 경기장                                                     | 상대팀     | 득점 | 경기 결과 | 경기 유형                    |
| - | --------------- | ---------------------------------------------------------- | ---------- | ---- | --------- | ---------------------------- |
| 1 | 2011년 1월 16일 | 파나마, 에스타디오 로멜 페르난데스                         | 과테말라   | 1-0  | 2-0       | 2011년 코파 센트로아메리카나 |
| 2 | 2011년 1월 16일 | 파나마, 에스타디오 로멜 페르난데스                         | 과테말라   | 2-0  | 2-0       | 2011년 코파 센트로아메리카나 |
| 3 | 2011년 1월 23일 | 파나마, 에스타디오 로멜 페르난데스                         | 온두라스   | 2-1  | 1-2       | 2011년 코파 센트로아메리카나 |
| 4 | 2011년 2월 9일  | 베네수엘라, 에스타디오 호세 안토니오 안소아테기            | 베네수엘라 | 2-1  | 2-2       | 친선경기                     |
| 5 | 2011년 6월 5일  | 미국, AT&T 스타디움                                        | 쿠바       | 1-0  | 5-0       | 2011년 CONCACAF 골드컵       |
| 6 | 2011년 6월 5일  | 미국, AT&T 스타디움                                        | 쿠바       | 3-0  | 5-0       | 2011년 CONCACAF 골드컵       |
| 7 | 2011년 6월 5일  | 미국, 솔저 필드                                            | 멕시코     | 4-1  | 1-4       | 2011년 CONCACAF 골드컵       |
| 8 | 2014년 6월 15일 | 브라질, 이스타지우 고베르나도르 플라시두 아데랄두 카스텔루 | 우루과이   | 3-1  | 3-1       | 2014년 FIFA 월드컵           |

## 수상
- 코스타리카 선수권 대회
  - 2010년 인비에르노
- 2011년 코파 센트로아메리카나 골든 붓